# Lucio Leoni

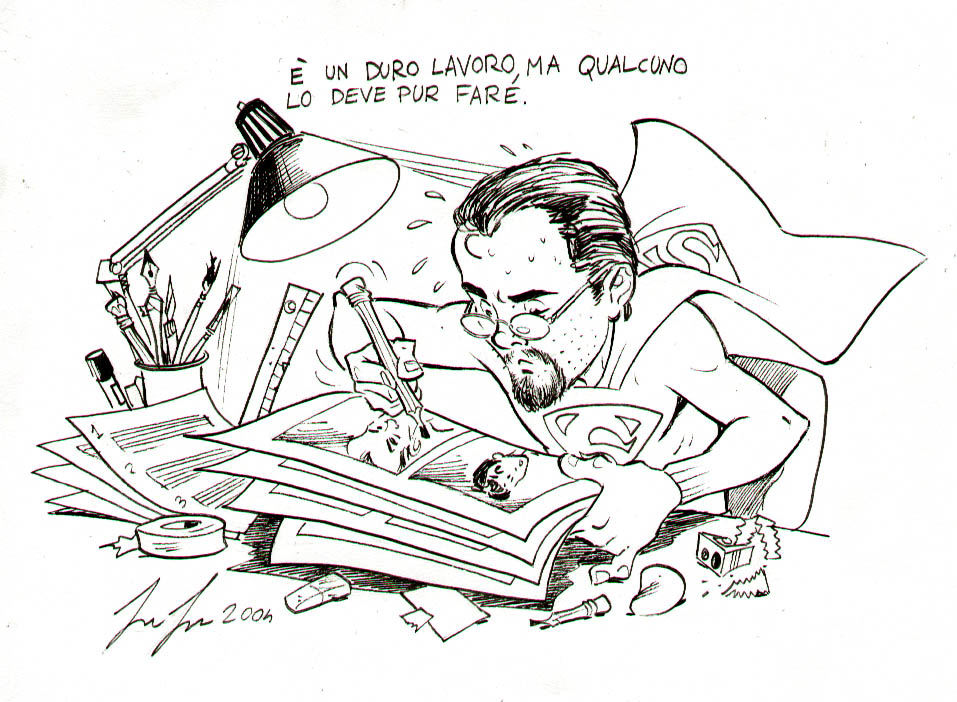

Lucio Alberto Leoni (Como, 24 settembre 1968) è un fumettista italiano.

## Biografia
All'inizio degli anni novanta esordisce come disegnatore sulla testata fumettistica Tiramolla per poi passare a lavorare, anche in qualità di sceneggiatore, sulle testate Paperino Mese, Paperinik , Paperfantasy e Disney Megazine della Walt Disney Italia. Nel 1995 realizza due numeri per la testata Arthur king e nel 1996 pubblica sulle pagine di Prezzemolo, Topo Gigio e L'isola che non c'è. Passa poi, nel 2001 alla casa editrice tedesca Mosaik, per la quale realizza alcuni numeri del magazine Die Abrafaxe, oltre a numerose tavole autoconclusive pubblicate su quotidiani tedeschi ed il volume cartonato Setz die segel Robin, pubblicato anche a puntate sulla rivista Zack.
Con la Sergio Bonelli editore pubblica nel 2003 sulle testate Martin Mystere e Julia.
Nel 2004 realizza due numeri e diverse copertine per la serie Disney Kylion e dal 2006 , sempre per la Disney, inizia a disegnare sulle testate W.I.T.C.H. e Power ranger proseguendo la propria collaborazione fino alla loro chiusura, oltre a realizzare storie per le riviste Pirati dei Caraibi e High School Musical e un paio di episodi di Toy Story per il mercato americano. Dal 2011 ha iniziato a collaborare continuativamente sulla rivista Topolino, attualmente Panini Comics.
È stato inoltre uno dei creatori della rivista a fumetti Ink e ha collaborato alla realizzazione del comic on-line Flo & Andy della Frogster.
Nel 2012 esordisce sul mercato francese e belga sulle testate Zombies, Templier, Les Brumes d'Asceltis per le edizioni Soleil e L'Instit Latouche per Le Lombard.
Nel 2015 pubblica l'ebook "Tutte le morti di Monica", un romanzo di fantascienza a sfondo super eroistico con contaminazioni noir.

### Fumetti
Questo elenco è puramente indicativo e non esaustivo dell'opera di Lucio Leoni.
- Paperino 144, 148, 152, 156, 160, 165, 171, 177, 187, 189, 192, 194, 199, 200, 202, 204, 206, 210, 221 (solo disegni), 222, 224, 230, 233, 234, 235, 240, 241, 242, 243, 245, 253, 265, 305 (testi e disegni); 1992-2005 Disney Italia
- Arthur King 3, La parola e la spada (testi di L. Bartoli); 1995 Cierre editrice
- Arthur King 11, La ruggine non dorme (testi di L. Bartoli); 1995 Cierre editrice
- Paperinik 21, 22, 42, 52, 53, 55, 56, 59, 72, 100, 102 (solo disegni), 57, 67, 68, 74, 77, 85, 111, 112, 114, 116, 121, 122, 123, 125 (testi e disegni); 1995-2004 Disney Italia
- L'Isola che non c'è 1, 2, 3, 4, 5, e 6, Suppergiù (testi di S. Tulipano); 1996 edizioni Comica
- Paper Fantasy 23, 24, 25, 26, 27 e 28, Squadra Recuperi Spaziali (testi di S. Tulipano); 1998-99 Disney Italia
- Die Abrafaxe 7, Der Kandidat (testi di H. Rufledt); 2001 Mosaik editrice
- Die Abrafaxe 9, Ein mann wie Bogart (testi di H. Rufledt); 2001 Mosaik editrice
- Die Abrafaxe und Robin Hood T 2, Setz die segel, Robin! (testi di H. Rufledt); 2001 Mosaik editrice
- Kylion 4, Un nuovo giorno (testi di M. Medda); 2004 Buena Vista Comic, Disney Italia
- Kyilion 9, Nindra (testi di L. Bartoli); 2005 Buena Vista Comic, Disney Italia
- Cover Kylion 6, 7, 9, 10, 11, 12, e 13
- Julia 60, La grande burla (testi di G. Berardi e M. Mantero); 2003 Sergio Bonelli Editore
- Julia 81, 32 pagine de La morte ti sorride (testi di G. Berardi e M. Mantero); 2005 Sergio Bonelli Editore
- Martin Mystère 261, Gli uomini del Blues (testi di M. La Neve e S. Santarelli); 2003 Sergio Bonelli Editore
- Martin Mystère 262, Gli incappucciati (testi di M. La Neve e S. Santarelli); 2004 Sergio Bonelli Editore
- Witch 68, 71, 73, 79, 85, 87, 88, 89, 90, 91, 94, 96, 97, 99, 100, 102, 105, 106, 107, 109, 111, 114, 117, 118, 119, 120, 122, 123, 126, 130, 132; 2006-12 Disney Italia
- Flo & Andy 11-26, 29-31, 35, 41, 42, 44, 48, 50, 57; 2010-2013 Frogster/Gameforge
- Topolino 2898, 2921, 2929, 2944, 2982, 2993, 3050, 3055, 3059, 3064; 2011-14 Disney Italia successivamente Panini Comics
- Zombies T 0, La Mort et le mourant (testi di O. Peru); 2012 ed. Soleil
- Templier T 1, pagine dalla 32 alla 48 de Dans les murailles de Tyr (testi di J.L. Istin); 2012 ed. Soleil
- Templier T 2, Dans la tourmente... (testi di J.L. Istin); 2013 ed. Soleil
- Templier T 3, Dans les mains de Lucifer (testi di S. Louis); 2014 ed. Soleil
- Les brumes d'Asceltis T 5, Orian (testi di N. Jarry); 2012 ed. Soleil
- Les brumes d'Asceltis, T 6 Convergence (testi di N. Jarry); 2014 ed. Soleil
- L'Instit Latouche, T 1 Seul contre toutes! (testi di Falzar); 2012 ed. Le Lombard, con lo pseudonimo di Leogrin
- L'Instit Latouche, T 2 Moi, directeur... (testi di Falzar); 2013 ed. Le Lombard, con lo pseudonimo di Leogrin
- L'Instit Latouche, T 3 Pas touche à Saint Potache (testi di Falzar); 2014 ed. Le Lombard, con lo pseudonimo di Leogrin

### Narrativa
- Tutte le morti di Monica; 2015 ebook pubblicato tramite la piattaforma StreetLib. ISBN 978-605-03-8463-5